# Hans Walter Bandemer
Hans Walter Bandemer (* 1. April 1932 in Halle (Saale); † 15. November 2009 ebenda) war ein deutscher Mathematiker, der anfangs auf Gebieten der numerischen Mathematik gearbeitet hat, dann aber international bekannt wurde durch Arbeiten zur optimalen Versuchsplanung und zur Fuzzytheorie.

## Leben und Wirken
Bandemer studierte in Halle/Saale Mathematik und wirkte anschließend von 1958 bis zu seiner Emeritierung im Jahre 1997 an der TU Bergakademie Freiberg. Dort promovierte er 1961 und habilitierte sich 1965 zu Problemen der numerischen Mathematik. 1969 wurde er zum Professor für mathematische Statistik berufen und arbeitete ab diesem Zeitpunkt als einer der ersten Mathematiker in Deutschland erfolgreich auf dem Gebiet der Optimalen Versuchsplanung. Er gilt als Begründer der Stochastik an der Bergakademie Freiberg. Ebenfalls als einer der ersten in Deutschland wandte er sich ab 1980 der Fuzzytheorie zu, insbesondere der unscharfen Datenanalyse (Fuzzy Data Analysis) und publizierte bis weit nach seinem Ruhestand.
Bandemer war verheiratet und hat eine Tochter.

## Schriften
- mit Andreas Bellmann, Wolfhart Jung und Klaus Richter: Optimale Versuchsplanung, Akademieverlag Berlin 1973
- mit einem Autorenkollektiv: Theorie und Anwendung der optimalen Versuchsplanung, Band 1, Akademieverlag Berlin 1977
- mit Wolfgang Näther: Theorie und Anwendung der optimalen Versuchsplanung, Band 2, Akademieverlag Berlin 1980
- mit Siegfried Gottwald: Einführung in Fuzzy-Methoden, Akademieverlag Berlin 1989 (engl. Übersetzung 1995 bei Wiley)
- mit Wolfgang Näther: Fuzzy Data Analysis, Kluwer Dordrecht 1992
- Mathematics of Uncertainty, Springer-Verlag Berlin Heidelberg 2006